# Tacubaya, Mexico City
Tacubaya är en ort i Mexiko.   Den ligger i kommunen Álvaro Obregón och delstaten Distrito Federal, i den sydöstra delen av landet, i huvudstaden Mexico City. Tacubaya ligger 2 318 meter över havet och antalet invånare är 7 964.
Terrängen runt Tacubaya är platt åt nordost, men åt sydväst är den kuperad. Runt Tacubaya är det mycket tätbefolkat, med 7 758 invånare per kvadratkilometer. Närmaste större samhälle är Mexico City, 8,2 km öster om Tacubaya. Runt Tacubaya är det i huvudsak tätbebyggt.